# Матюшкино (Московская область)
Матю́шкино — деревня в Лотошинском районе Московской области России.
Относится к Ошейкинскому сельскому поселению, до реформы 2006 года относилась к Ошейкинскому сельскому округу.

## География
Расположена примерно в 18 км к северо-востоку от районного центра — посёлка городского типа Лотошино. Ближайшие населённые пункты — деревни Степаньково, Грибаново и село Егорье.

## Исторические сведения
До 1929 года входила в состав Ошейкинской волости Волоколамского уезда Московской губернии.
Упоминается на межевом плане 1784 года.
По сведениям 1859 года Матюшкино — село при колодце в 30 верстах от уездного города, с 23 дворами и 182 жителями (84 мужчины и 98 женщин), по данным на 1890 год число душ мужского пола составляло 84.
По материалам Всесоюзной переписи населения 1926 года в деревне проживало 272 человека (123 мужчины, 149 женщин), насчитывалось 57 крестьянских хозяйств, располагался сельсовет.
Позднее была объединена с соседней деревней Грибаново. В переписях 1979 и 1989 годов, а также в атласе Московской области 2002 года указывался один населённый пункт с общим названием Грибаново-Матюшкино, однако в справочнике 1999 года они указаны отдельно.

## Население
| 1852 | 1859 | 1926 | 2006 | 2010 |
| ---- | ---- | ---- | ---- | ---- |
| 148  | ↗182 | ↗272 | ↘0   | →0   |